# Рязанова, Олеся Алексеевна
Олеся Алексеевна Рязанова (род. 26 октября 2001, Новоуральск, Свердловская область) — российская ориентировщица на лыжах, призёр чемпионатов Европы.

## Спортивная карьера
Олеся начала заниматься ориентированием в группе своего отца Алексея Викторовича в новоуральской ДЮСШ №4. В декабре 2017 года на первенстве России первенствовала во всех трёх дисциплинах и была включена в резерв сборной. По итогах 2019 года заняла 2-е место среди молодёжи.
Молодёжный чемпионат Европы 2019 года для Олеси был неудачным — лучший результат лишь седьмое место. Но уже на следующем международном старте — молодёжном чемпионате мира 2020 года — Олеся побеждает на длинной дистанции и становится второй в спринте.
В марте 2020 года на чемпионате Европы завоевала серебро в женской эстафете.
С молодёжного чемпионата мира 2021 года привезла три серебра, уступив шведке Ханне Лундберг.
На чемпионате Европы 2022 года завоевала серебро на длинной дистанции и в спринте.
На студенческом чемпионате мира по спортивному ориентированию на лыжах в чешском городе Яхимове в феврале 2022 года Олеся завоевала титул чемпионки мира в соревнованиях девушек в спринте, второе место в гонке преследования, а также победила в составе российской команды в смешанной спринтерской эстафете.
Спортивное звание мастер спорта России получила в 2019 году.

## Образование
Студентка 3 курса кафедры теории и методики неолимпийских видов спорта Факультета индивидуальных образовательных и спортивных технологий НГУ им. П.Ф. Лесгафта.